# Alekséi Gorchakov
El príncipe Alekséi Ivánovich Gorchakov (20 de mayo de 1769 - 12 de diciembre de 1817) fue un general y estadista ruso de la familia Gorchakov.

## Biografía
Alekséi Gorchakov era hijo del príncipe Iván Gorchakov y una hermana del célebre generalísimo ruso Alexander Suvorov. Nacido en Moscú, se alistó en el Regimiento Salvavidas de Preobrazhensk en 1774, y comenzó su servicio varios años después en 1781. En 1786 ingresó en el ejército regular como capitán y sirvió con distinción (como juez) a las órdenes de su tío Suvorov en la Guerra ruso-turca de 1787-92. Gorchakov se distinguió en las campañas de 1789 en Akerman, en Ochakov, esta última por la que recibió la Orden de San Jorge (4.ª clase), además de ser ascendido a teniente coronel y convertirse en adjudicatario del Príncipe Potemkin, en Kaumany, en Bender y en la campaña de 1790. En 1790 fue ascendido a coronel del regimiento de Azov. En 1792 luchó en Polonia (Guerra ruso-polaca de 1792) y recibió la Orden de San Vladimiro (4.ª clase).
Gorchakov participó como oficial general en las operaciones italianas y suizas de 1799 junto con el general Rimski-Kórsakov. Después regresó a Rusia y se convirtió en jefe del Regimiento de Mosqueteros de Neva el 7 de febrero de 1800, mientras servía como gobernador de Víborg y como jefe del regimiento de la Guarnición de Víborg entre marzo y agosto de 1800. Luego sirvió en la siguiente guerra contra Napoleón en Polonia en 1806-1807 (Batalla de Heilsberg). Sucedió a Barclay de Tolly como ministro de Guerra en agosto de 1812, y fue ascendido a general de la infantería el 11 de septiembre de 1814. Destituido del mando en diciembre de 1815 después de otra acusación de "malversación", fue dado de baja en septiembre de 1817. Alekséi Gorchakov murió en diciembre de 1817 en San Petersburgo.

## Familia
Su hermano Andréi Ivánovich Gorchakov (1776-1855) fue un general del ejército ruso que participó en las últimas campañas contra Napoleón. Su prima, la princesa Pelageya Nikolayevna Gorchakova (1762-1838), fue usada como personaje literario por su nieto León Tolstói en Guerra y Paz.